# Präsidentschaftswahl in den Vereinigten Staaten 1892
Die Präsidentschaftswahl in den Vereinigten Staaten von 1892 fand am 8. November 1892 statt. Der New Yorker Grover Cleveland versuchte nach seiner Niederlage gegen Benjamin Harrison vier Jahre zuvor, nun wieder Präsident zu werden. Harrison kandidierte erneut; sein Running mate als Anwärter auf die Vizepräsidentschaft war Whitelaw Reid in der Nachfolge von Levi P. Morton.
Cleveland, der schon 1888 mehr Wählerstimmen (aber nicht mehr Wahlmänner) als Harrison erhalten hatte, gewann nun sowohl die Volkswahl als auch die – entscheidende – Wahlmännerabstimmung. Er war der erste Demokrat, der von seiner Partei in drei aufeinander folgenden Wahlen nominiert wurde. Erst Franklin D. Roosevelt übertraf ihn, da er zwischen 1932 und 1944 viermalig nominiert wurde.
Mit James B. Weaver trat ein dritter Kandidat für die Populist Party an. Er gewann die Mehrheit in fünf Bundesstaaten und erhielt 22 Wahlmännerstimmen im Electoral College.

## Nominierungen

### Demokratische Partei

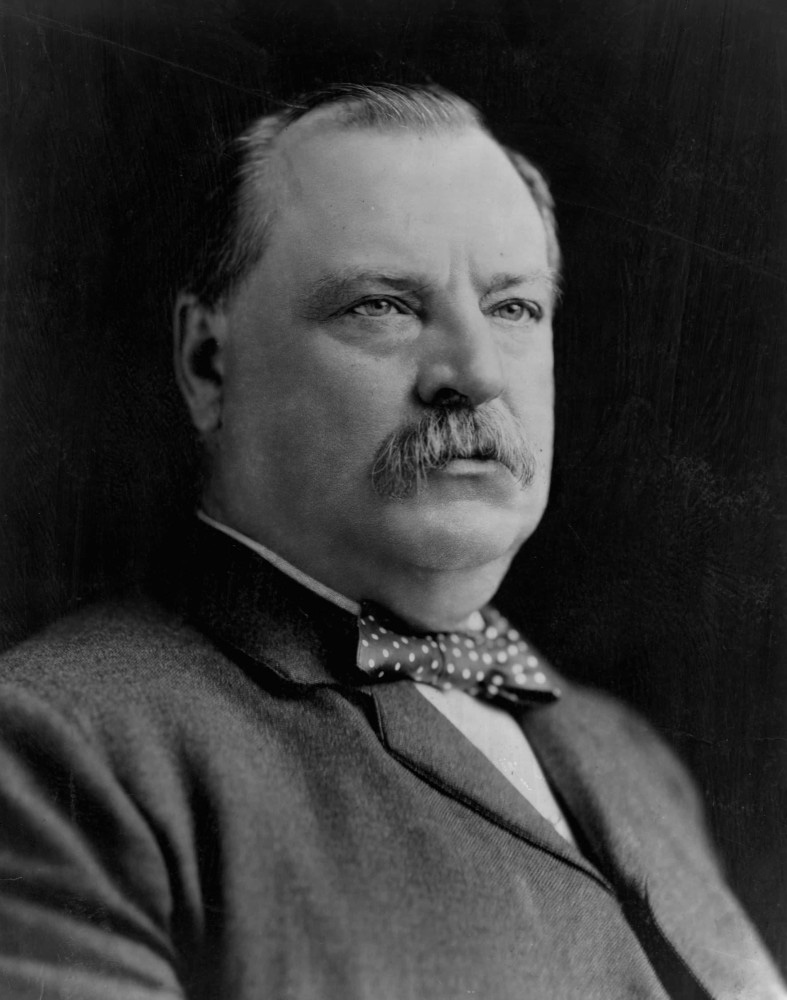
Stephen Grover Cleveland

Grover Cleveland wurde auf dem demokratischen Konvent in Chicago von 910 Delegierten zum dritten Mal zum Kandidaten gewählt. Als Kandidat für das Amt des Vizepräsidenten konnte sich Adlai Stevenson gegen drei weitere Kandidaten durchsetzen.

### Republikanische Partei

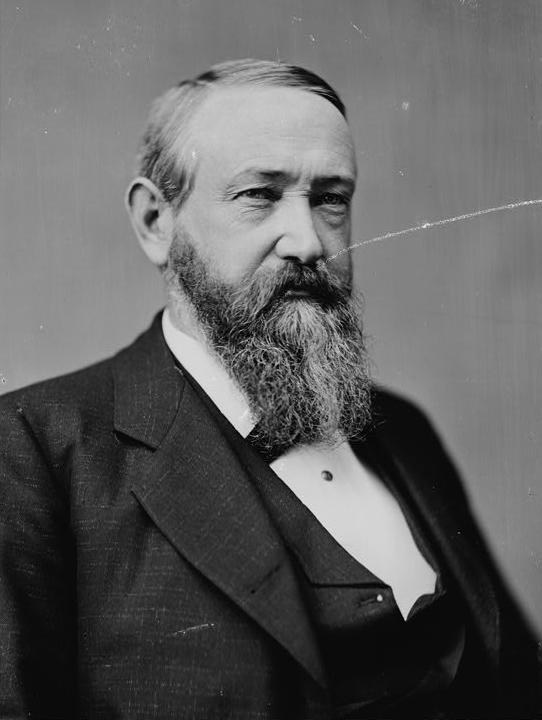
Benjamin Harrison

Die 906 Delegierten des republikanischen Konvents in Minneapolis ernannten Benjamin Harrison erneut zum Präsidentschaftskandidaten. Wegen Meinungsverschiedenheiten mit Harrison wurde der amtierende Vizepräsident Levi P. Morton nicht erneut nominiert und durch Whitelaw Reid ersetzt.

### Populistische Partei

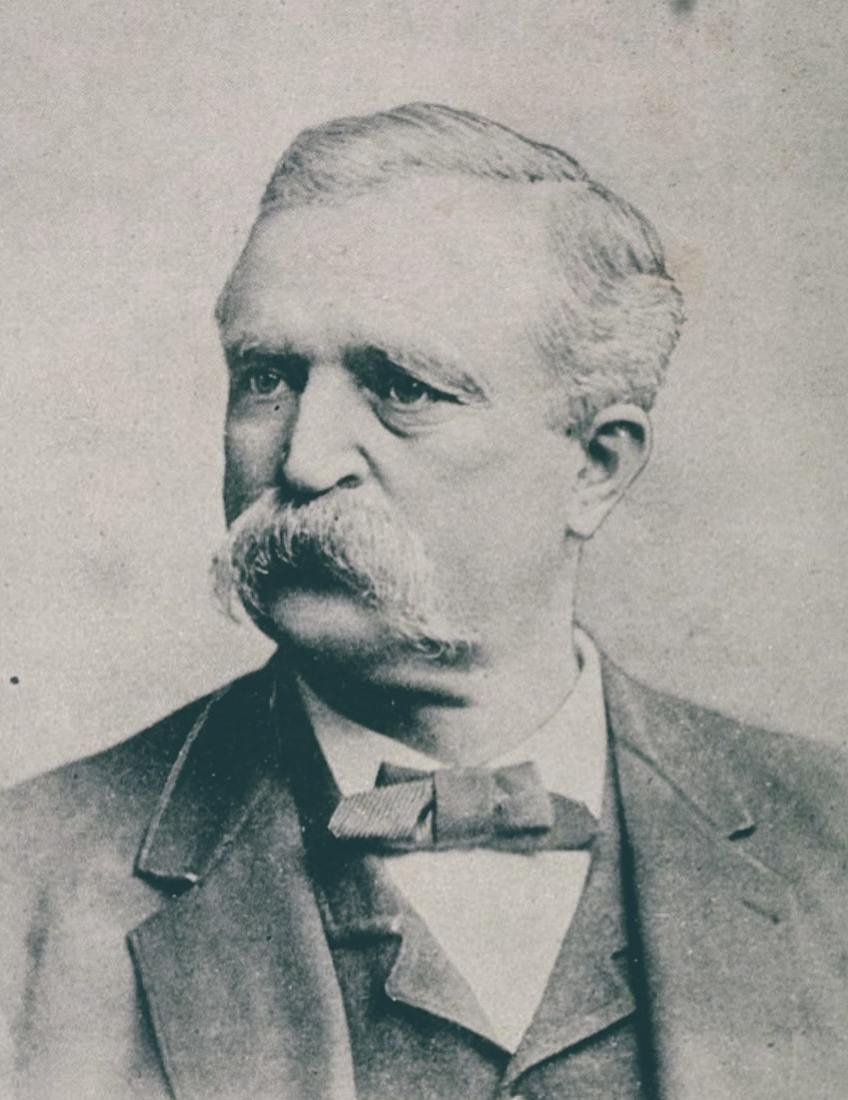

Die Populistische Partei nominierte James B. Weaver als Kandidat für das Präsidentenamt und James G. Field als seinen Runningmate.

### Prohibitionspartei
Die Prohibitionspartei nominierte John Bidwell.

### Sozialdemokratische Partei
Die Sozialdemokratische Partei stellte ebenfalls einen eigenen Kandidaten: Simon Wing wurde nominiert.

## Ergebnis
| Kandidat           | Partei | Partei         | Stimmen    | Stimmen | Wahlmänner |
| Kandidat           | Partei | Partei         | Anzahl     | Prozent | Wahlmänner |
| ------------------ | ------ | -------------- | ---------- | ------- | ---------- |
| Grover Cleveland   |        | Demokrat       | 5.553.898  | 46,0 %  | 277        |
| Benjamin Harrison  |        | Republikaner   | 5.176.108  | 43,0 %  | 145        |
| James Baird Weaver |        | Populist       | 1.026.595  | 8,5 %   | 22         |
| John Bidwell       |        | Prohibitionist | 270.879    | 2,3 %   | —          |
| Simon Wing         |        | Socialist      | 21.173     | 0,2 %   | —          |
| Andere             | Andere | Andere         | 4.673      | 0,0 %   | —          |
| Gesamt             | Gesamt | Gesamt         | 12.068.037 | 100 %   | 444        |